# 阋卫一
鬩衛一—迪絲諾美亞，正式名稱（136199）厄里斯 I 迪絲諾美亞，是太陽系第二大矮行星鬩神星唯一的已知衛星，由美國天文學家米高·布朗於2005年發現，曾暫名S/2005 (2003 UB313) 1。2006年9月，國際天文學聯合會正式以希臘神話中不和女神厄里斯的一位女兒的名字命名為迪絲諾美亞（違法女神）。

## 發現
2005年，夏威夷凱克望遠鏡調適光學小組使用了新置的激光導星調適光學系統對四顆最亮的柯伊伯带天體進行觀測，分別為冥王星、鸟神星、妊神星及2003 UB313（厄里斯）。在9月10日的觀測結果中，他們發現有一顆衛星繞著阋神星運行，便把它編為“S/2005 (2003 UB313) 1”。因為當時阋神星的昵稱為“齊娜”（Xena，美國電視劇《戰士公主西娜》的女主角），所以這顆衛星亦隨即被暱稱為“加百利”（Gabrielle，劇中女主角西娜的助手）。

## 性質

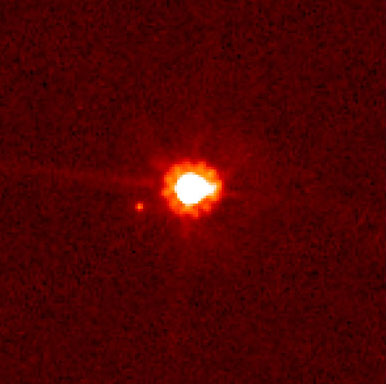
鬩神星（中）與鬩衛一（左），可見二者的亮度有很大的差別（由哈勃空间望远镜拍攝）

鬩衛一比鬩神星暗4.43數量級 ，而估計其直徑約為350和490公里，比鬩神星小八倍。米高·布朗之前錯誤地計算出鬩衛一比鬩神星暗500倍，且錯誤估計其直徑在100和250公里範圍以內。鬩衛一的K頻帶比鬩神星暗60倍，而其V頻帶則比鬩神星暗480倍。這個非常不同的，且相當偏紅的頻譜意味著阋卫一的表面相當黑暗。假設它的反照率比鬩神星的低5倍，它的直徑將會是685±50 km。
結合凱克和哈勃的觀測，阋卫一和其公轉參數能被用來確定鬩神星的質量。它的公轉週期為15.785 899 ± 000 050 d。這些數據顯示鬩衛一有著一個圓形的軌道，其軌道半徑為37273±64 km。透過運用這些數據，科學家得出鬩神星的質量是冥王星的1.27倍。
只憑一次的觀測難以確定鬩神星的質量，但鬩衛一的公轉週期仍被估算為約15日。只要能夠確認到這顆衛星的公轉週期以及其軌道之半主軸（現在估計值為37,000千米），整個系統的質量就能被計算出來。

## 形成
天文學家現在知道在四個最亮的柯伊伯带天體中，四個都有衛星；而柯伊伯带天體當中其他較暗的成員只有約十之分一有衛星。一種解釋是在過去大型柯伊伯带天體（直徑以千千米計）經常互相碰撞，以致大量物質被拋出，這些物質最後慢慢結合成為一顆衛星。這跟月球（地球的衛星）形成理論之一的「大碰撞说」中的機制十分相似。

## 名字
發現者米高·布朗選擇以迪絲諾美亞（Dysnomia）來命名這顆衛星有數個原因。首先，在希臘神話中迪絲諾美亞（拉丁转写Dysnomía）是厄里斯之女。另外，Dysmonía的意思是沒有法律，這跟在《戰士公主西娜》劇中飾演女主角的女演員名為“Lucy Lawless”語帶雙關。布朗亦參考了冥衛一發現者詹姆士·克里斯蒂以“Charon”命名冥衛一以紀念他的妻子Charlene的做法。布朗的妻子名為黛安（Diane），跟Dysnomia的首個音節相同，都是[dɪ]。因此，布朗指出名稱的讀法為「/daɪsˈnoʊmiə/」。